# Sermata
Die indonesische Insel Sermata (indon. Pulau Sermata) ist die größte der Sermata-Inseln (Südliche Molukken).

## Geographie
Sermata liegt im Osten der Sermata-Inseln. Westlich befinden sich die Inseln Kepuri, Tiara und Kalapa und weiter westlich die übrigen Inseln der Gruppe. Zusammen bilden sie einen Teil des äußeren Bandabogens und gehören zum Subdistrikt (Kecamatan) Mdona Hiera (Mdona Hyera), der Teil des Regierungsbezirk (Kabupaten) der Südwestmolukken (Provinz Maluku) ist. Nördlich liegt die Bandasee, südlich die Timorsee. Weiter im Osten befinden sich die Babarinseln.
Lelang, der Hauptort des Subdistrikts liegt an der Südküste von Sermata.